# Vilevolodon diplomylos
Il vilevolodonte (Vilevolodon diplomylos) è un mammaliaforme estinto, appartenente agli euaramiidi. Visse nel Giurassico superiore (Oxfordiano, circa 161 - 160 milioni di anni fa) e i suoi resti fossili sono stati ritrovati in Cina.

## Descrizione
Questo animale era di piccole dimensioni e doveva assomigliare, sia nell'aspetto che nella taglia, a un odierno petauro dello zucchero. La descrizione di questa specie è basata su un cranio con denti conservati in occlusione e un orecchio interno mandibolare, e uno scheletro postcranico abbastanza completo, con un residuo carbonizzato di una membrana cutanea patagiale, interpretato come una struttura adatta a planare.  

### Patagio
Conservato accanto agli elementi scheletrici vi sono i resti di ciò che è stato interpretato come un patagio, una struttura membranosa utilizzata nel volo planato. Sono state identificate anche le sottostrutture di propatagio, plagiopatagio e uropatagio. Le analisi morfometriche effettuate insieme a quelle di un altro euaramiide planante proveniente dallo stesso sito, Maiopatagium furculiferum, sono coerenti con gli adattamenti al volo planato di mammiferi esistenti e altri taxa fossili. Il pelo di Vilevolodon è conservato come un "tappeto" di pelo carbonizzato e come lunghi peli compressi sulle membrane del patagio. Tra i teri planatori, questo patagio è simile a quello dei roditori sciuridi planatori, sulla base delle proporzioni simili delle strutture di propatagio, plagiopatagio e uropatagio. Questa e altre strutture atte al volo planato osservate tra gli eleuterodonti differiscono da quelle dei moderni anomaluridi in quanto il plagiopatagio si estende fino a raggiungere la caviglia e il polso, e differiscono anche dai moderni roditori planatori e dal marsupiale Petauroides volans, in quanto mancano di una struttura stiliforme  che parte dal polso o dall'olecrano ulnare. Vilevolodon mostra anche uropatagi e propatagi fortemente sviluppati, mentre queste strutture nei marsupiali planatori sono molto meno prominenti (Luo et al., 2017).

### Dentatura
La morfologia dentaria di Vilevolodon è caratterizzata da una doppia occlusione dei molari di tipo "mortaio-pestello", in cui la cuspide distale più alta del molare superiore occlude con il bacino distale più profondo del molare inferiore opposto e, contemporaneamente, la cuspide mesiale più alta del molare inferiore occlude con il bacino mesiale del molare superiore opposto. Analisi mediante modelli STL e scansioni tomografiche suggeriscono che questo modello occlusale consentiva un meccanismo complesso di doppia capacità di frantumazione e macinazione (da qui l'epiteto specifico diplomylos, "doppia macina"). Un modello occlusale simile è stato osservato in altri euaramiidi, Arboroharamiya e Xianshou. Le scansioni tomografiche computerizzate di Vilevolodon non hanno rivelato premolari sostitutivi all'interno della mandibola, mentre i molari sono completamente erotti e occlusi con radici chiuse. Tuttavia, gli incisivi superiori e inferiori erano a metà sostituzione. Questo modello di sostituzione dei denti, con sostituzione ed eruzione sfalsata o potenzialmente eterocronica degli incisivi rispetto ai molari e ai premolari, è unico nei mammiferi. Lo studio di Luo e colleghi ipotizza che Vilevolodon abbia avuto un completamento insolitamente accelerato dell'eruzione dei molari, o che la sostituzione degli incisivi "a metà" dell'olotipo rappresenti una caratteristica adulta pedomorfica. Al contrario, Morganucodon e i docodonti hanno una tipica sostituzione difidonte (due dentizioni) simile ai mammiferi odierni, che viene completata durante l'inizio dell'ontogenesi. Luo e colleghi ipotizzano che la condizione eterocronica della sostituzione dentaria di Vilevolodon fosse un'omoplasia tipica delle prime forme di mammaliaformi (Luo et al., 2017).

### Orecchio medio
Come altri euaramiidi, le ossa dell'orecchio di Vilevolodon non avevano raggiunto la completa separazione dalla mandibola. Poiché la transizione dell'orecchio medio lontano dall'osso dentale attraverso la modifica delle ossa quadrate e articolari rispettivamente in incudine e martello è un segno distintivo per il riconoscimento dei mammiferi, la conservazione di una struttura dell'orecchio nell'olotipo di Vilevolodon non è solo cruciale per il suo posizionamento come euaramiide, ma ha anche importanti implicazioni filogenetiche. L'olotipo presenta un martello connesso anteriormente alla cartilagine di Meckel, e l'ectotimpanico presenta un ramo anteriore e una lamina riflessa diritta. Il ramo ectotimpanico anteriore è inserito in una cavità post-dentaria sul margine interno della mandibola. Questo solco occupa una posizione simile in altri mammiferi, tuttavia è più stretto e molto più corto in Vilevolodon e non si estende posteriormente al condilo dentario. Sulla base delle scansioni tomografiche e della vicinanza nella conservazione dell'esemplare, la cartilagine di Meckel e l'ectotimpanico sembrano in contatto ma non strettamente connessi. Luo e colleghi hanno ricostruito questi due elementi come contigui, in modo simile ai cinodonti e ad altri mammiferi. La scoperta di un cranio con eccellente conservazione di martello, incudine ed ectotimpanico (che sorreggeva la membrana timpanica) ha permesso di ricostruire l'articolazione sovrapposta incudine-martello, nota anche in altri mammaliaformi mesozoici, nei monotremi e nei teri attuali (placentali e marsupiali) nelle prime fasi dell'ontogenesi: secondo gli autori dello studio, questa morfologia si sviluppò varie volte in diversi gruppi di mammiferi, nel corso della transizione da una duplice funzione a una singola di questi ossicini (Wang et al., 2021).

## Classificazione
Vilevolodon appartiene al clade Euharamiyida e al sottogruppo Eleutherodontia. All'interno di Eleutherodontia, Vilevolodon è il sister taxon di Maiopatagium, Megaconus, Shenshou, Xianshou, Sineleutherus e Arboroharamiya. Tuttavia, la posizione degli Euharamiyida rispetto ai cladi Mammaliaformes e Mammalia è stata oggetto di dibattito. 
Vilevolodon diplomylos venne descritto per la prima volta nel 2017, sulla base di fossili eccezionalmente conservati provenienti dal sito di Nanshimen (formazione Tiaojishan) nella contea di Quinglong, nella provincia di Hebei in Cina. 

## Paleobiologia

### Ecologia dell'alimentazione
Sulla base delle caratteristiche morfologiche dei denti, si deduce che Vilevolodon avesse una dieta erbivora, probabilmente costituita in gran parte da semi e tessuti vegetali molli. La somiglianza delle cuspidi con quelle dei roditori sciuridi (che hanno una dieta a base di noci, semi e frutti e integrata da insetti) suggerisce una certa propensione per la dieta onnivora. Sello studio del 2017, Luo ipotizza che Vilevolodon non fosse un folivoro, poiché i denti mancano delle robuste creste tipiche dei folivori, compresi i moderni petauri dello zucchero (Luo et al., 2017). Tutti i mammiferi planatori esistenti sono principalmente erbivori, quindi è plausibile pensare che anche Vilevolodon lo fosse. Nel complesso, i particolari denti di Vilevolodon espandono la morfologia dentaria nota nei mammiferi, specialmente se confrontati con gli aramiidi triassici dello stesso clade, i cui denti sono spesso molto meno modificati, con bacini ridotti e disposti in file diritte e all'interno della mascella.

### Locomozione
Si ritiene che Vilevolodon fosse in grado di planare. Lo studio di meng e colleghi (2017) ha messo in luce le proporzioni relative delle ossa degli arti e l'articolazione acromion-clavicola, che consentiva una significativa mobilità della spalla, come supporto di una posizione richiesta per la locomozione planata. La particolare struttura dell'articolazione acromion-clavicola è presente in tutti gli eleuterodonti e rappresenta un adattamento per la locomozione volante convergente con la mobilità aumentata dell'articolazione sterno-clavicola osservata nei teri planatori attuali. La forma raccorciata dell'astragalo e del calcagno assomiglia a quella degli odierni pipistrelli, e le falangi prossimali dei piedi hanno un solco pronunciato utilizzato per l'attacco del tendine che si osserva nei mammiferi con ottime capacità di prensione. Se considerati insieme, le capacità planatorie e i piedi specializzati suggeriscono uno stile di vita arboricolo per Vilevolodon, come anche per gli eleuterodonti affini quali Maiopatagium. 